# Zoelen (Nederland)
Zoelen is een dorp in de gemeente Buren, in de Nederlandse provincie Gelderland. De naam betekent nederzetting aan de rivier de Zoel. Het dorp ligt ten noorden van Tiel en ten noordoosten van Kerk-Avezaath. Het dorp met verspreide huizen eromheen telt 1.770 inwoners (2023).

## Geschiedenis
De oudste bewoningssporen dateren uit de 2e eeuw n.Chr. In de Karolingische tijd ontwikkelde zich hier opnieuw bewoning op de oude stroomrug, met twee parallel lopende straten, over een lengte van circa 1500 meter. Aan het zuidelijke uiteinde van het dorp werd in de 12e eeuw een kerk gebouwd. Aan de westzijde ontstond in diezelfde periode het kasteel Soelen. Zoelen behoorde aanvankelijk tot het graafschap Teisterbant.
De oudste vermelding van Zoelen dateert uit de 12e eeuw.
Vanaf 1506 was Zoelen een dagelijkse heerlijkheid. Het behoorde tot het Ambt Neder-Betuwe en tot eind 18e eeuw kende het dorp een eigen rechtbank.
In 1569 kwam de heerlijkheid met het kasteel Soelen in handen van Dirck Vijgh. In 1572 werd Dirck tevens beleend met Aldenhaag, en werd hiermee Heer van Soelen en Aldenhaag. In 1682 stierf de Zoelense tak van de familie Vijgh uit en in 1702 kwamen beide huizen toe aan Carel Pieck, wiens moeder uit de familie Vijgh afkomstig was. Carel Pieck stelde Jacob van Utrecht aan als stadhouder en griffier "der leenen" van de heerlijkheid Soelen op 29 januari 1714.
Willem Hendrik Pieck, baron van Zoelen en Brakel liet in 1749 in Suriname een plantage aanleggen met de naam Zoelen.
In 1775 werd de heerlijkheid verkocht aan Aert Johan Verstolk. Via vererving kwam de heerlijkheid in 1845 in handen van de familie Völcker.
Het wapen van Zoelen is afkomstig van het geslacht Pieck.

### Gemeente Zoelen
Zoelen vormde van 1811 tot 1978 een zelfstandige gemeente, waartoe tevens de dorpen Kerk- en Kapel-Avezaath behoorden. Op 1 januari 1818 werd Wadenoijen een zelfstandige gemeente, waartoe ook Drumpt en de buurtschap Passewaaij gingen behoren. Op 1 juli 1957 werd de gemeente Wadenoijen opgeheven en het grondgebied verdeeld over Tiel en Zoelen. Op 1 januari 1978 werd de gemeente Zoelen opgeheven. Zoelen en Kerk-Avezaath werden bij gemeente Buren en Kapel-Avezaath bij de gemeente Tiel gevoegd.
Tussen 1964 en 1978 was het gemeentehuis van de gemeente Zoelen niet in het dorp Zoelen, maar in Kerk-Avezaath gevestigd.

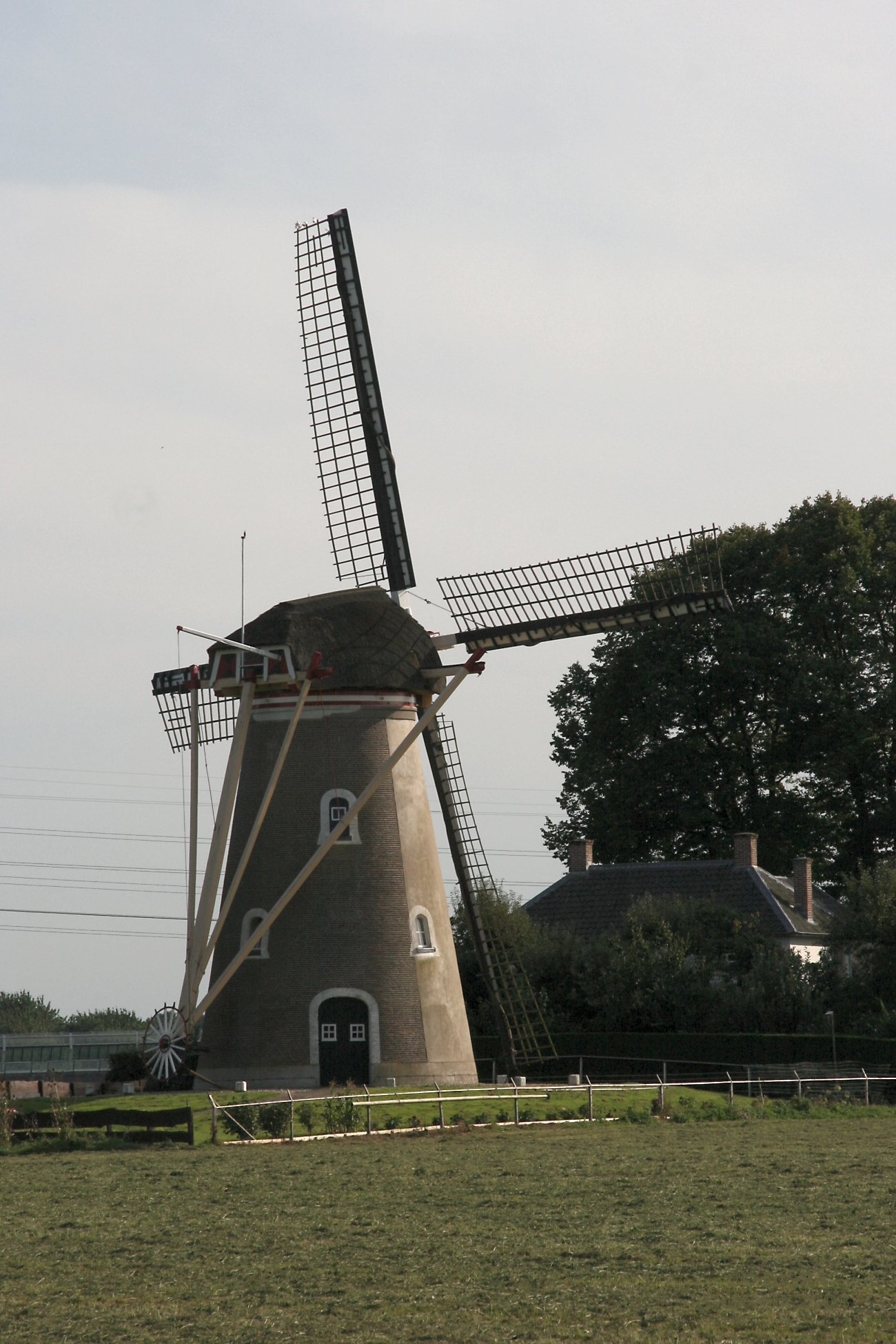
De Korenbloem

## Sport
Zoelen huisvest enkele sportverenigingen, te weten:
- Voetbalvereniging SCZ Zoelen
- Golfcentrum de Batouwe

## Recreatie
- Beldert Beach is een recreatiecentrum waar onder andere gezwommen kan worden
- Dorpshuis De Oude School
- Evenementenlocatie De Kaap

## Onderwijs
In het dorp bevindt zich een openbare basisschool, OBS Den Aldenhaag.

## Bekende personen uit Zoelen

### Geboren
- Eugenie Hasselman (1855-1937), schilderes
- Dirk Catharinus Hasselman (1865-1942), paardenfokker en burgemeester
- Generaal-Majoor Hendrik D.S. Hasselman (1880-1943)
- Thijs Udo (1954-2025), politicus

### Woonachtig
- Johan Gijsbert Verstolk van Soelen (1776-1845), politicus
- Cornélie Caroline van Asch van Wijck (1900-1932), beeldhouwer
- Gerry van der Velden (1947), beeldhouwer
- Karel Vijgh (?-1627), raadsheer in het Hof van Gelre

## Monumenten
Een deel van Zoelen is een beschermd dorpsgezicht, met het kasteel Soelen en de hervormde Stefanuskerk. Aan de Molenstraat staat de 18e-eeuwse molen De Korenbloem, een korenmolen waarmee nog steeds graan wordt gemalen.
Zie ook:
- Lijst van rijksmonumenten in Zoelen
- Lijst van gemeentelijke monumenten in Zoelen